# Кіліджан
Кіліджан (азерб. Qılıcan) — село в Кубатлинському районі Азербайджану.
Село розміщене на лівому березі річки Акарі, за 73 км на південь від міста Бердзора.
28 жовтня під час Другої Карабаської війни було звільнене Національною армією Азербайджану.